# Talmeca offa
Talmeca offa är en fjärilsart som beskrevs av William Schaus 1923. Talmeca offa ingår i släktet Talmeca och familjen tandspinnare. Inga underarter finns listade i Catalogue of Life.